# José Artur Denot Medeiros
José Artur Denot Medeiros (Rio de Janeiro, 23 september 1943) is een Braziliaans diplomaat. Hij was ambassadeur in Suriname, Duitsland en Nederland.

## Biografie
Medeiros was van 6 oktober 1988 tot 26 juni 1990 ambassadeur in Suriname, gedurende een verblijf van ongeveer vijftien maanden. Zijn ambassadeurschap viel samen met de jaren waarin Suriname verwikkeld was in de Binnenlandse Oorlog (1986-1992). Denot Medeiros hield zich vast aan het diplomatieke standpunt van geen internationale inmenging.
Van 17 oktober 2001 tot 30 september 2005 was hij ambassadeur in Duitsland.
Van 6 december 2007 tot 25 september 2013 was hij ambassadeur in Nederland.